# 왕조 (전한)
왕조(王朝, ? ~ 기원전 115년)는 전한 중기의 관료로, 제국 사람이다.

## 행적
법률에 능통하여 우내사에 임명되었으나, 실각하고 겨우 승상장사가 되어 장탕에게 굽신거리는 처지가 되었다.
원정 2년(기원전 115년), 문제의 능원에 묻은 예전(瘞錢)이 도굴당하는 사건이 일어났다. 승상 장청적은 어사대부 장탕과 함께 무제에게 나아가 사죄하려 하였는데, 장탕은 장청적만 능원을 항상 순시했으니 자신과는 아무런 관계가 없다고 생각하여 사죄하지 않았다. 결국 장청적만 사죄하였고, 무제는 사건의 처리를 장탕에게 맡겼다. 장청적은 거취를 걱정하였는데, 왕조는 평소 자신을 업신여긴 장탕을 미워하여, 자신과 같은 처지였던 주매신·변통(邊通)과 함께 그에게 죄를 덮어씌울 모의를 하였다. 곧 장청적에게 장탕의 잘못을 아뢰었고, 수사가 진행되면서 이외의 간악한 일들이 드러나자 장탕은 스스로 목숨을 끊었다.
장탕이 죽은 후, 아들의 죽음을 부끄럽게 여긴 장탕의 어머니는 장사를 초라하게 지낼 생각으로 장탕의 시신을 소달구지에 실어 옮겼다. 장탕의 어머니의 행동에 놀란 무제는 사건을 다시 조사하였고, 모의가 발각되어 왕조는 주매신 · 변통과 함께 주살되었다

## 출전
- 사마천, 《사기》 권122 혹리열전
- 반고, 《한서》 권19하 백관공경표 下